# Dr. Demento 20th Anniversary Collection
Dr. Demento 20th Anniversary Collection è una compilation registrata nel 1991 dal disc jockey Dr. Demento per festeggiare il suo ventesimo anniversario della sua carriera radiofonica.
Si tratta di un album con trentasei canzoni di musica demenziale di trentasei artisti diversi.

## Tracce

### Disco 1
| n° | Titolo                                                             | Artista/i                                 | Durata | Autore/i                                 | Anno |
| -- | ------------------------------------------------------------------ | ----------------------------------------- | ------ | ---------------------------------------- | ---- |
| 1  | Delicious                                                          | Backus, Jim & Friend                      | 3:09   | Buddy Kaye                               | 1958 |
| 2  | The Scotsman                                                       | Bryan Bowers                              | 2:27   | Mike Cross                               | 1980 |
| 3  | Junk Food Junkie                                                   | Larry Groce                               | 3:05   | Larry Groce                              | 1976 |
| 4  | Eat It                                                             | "Weird Al" Yankovic                       | 3:20   | Alfred Yankovic                          | 1984 |
| 5  | Does Your Chewing Gum Lose It's Flavor (On The Bedpost Over Night) | Lonnie Donegan & His Skiffle Group        | 2:30   | Marty Bloom/Ernest Breur/Billy Rose      | 1958 |
| 6  | Wet Dream                                                          | Kip Adotta                                | 5:08   | Biff Manard/Kip Adotta                   | 1984 |
| 7  | Hello Muddah, Hello Fadduh                                         | Allan Sherman                             | 2:49   | Allan Sherman/Lou Busch                  | 1963 |
| 8  | Wappin'                                                            | Darrell Hammond & Christopher Snell       | 3:02   | Christopher Snell                        | 1989 |
| 9  | Purple People Eater                                                | Sheb Wooley                               | 2:15   | Sheb Wooley                              | 1958 |
| 10 | Monster Mash                                                       | Bobby "Boris" Pickett & The Crypt Kickers | 3:13   | Bobby Pickett/Leonard L. Capizzi         | 1962 |
| 11 | Cocktails for Two                                                  | Spike Jones and his City Slickers         | 2:58   | Arthur Johnston/Sam Coslow               | 1944 |
| 12 | Transfusion                                                        | Nervous Norvus                            | 2:27   | Jimmy Drake                              | 1956 |
| 13 | Beep Beep                                                          | The Playmates                             | 2:47   | Carl Cicchetti/Donald Claps              | 1958 |
| 14 | St. George and the Dragonet                                        | Stan Freberg                              | 3:26   | Daws Butler/Stan Freberg/Walter Schumann | 1953 |
| 15 | Witch Doctor                                                       | David Seville                             | 2:21   | Ross Bagdasarian, Sr.                    | 1958 |
| 16 | Gitarzan                                                           | Ray Stevens                               | 3:15   | Bill Everette/Ray Stevens                | 1969 |
| 17 | Earache My Eye                                                     | Cheech & Chong feat. Alice Bowie          | 5:22   | Cheech Marin/Gaye Marin/Thomas Chong     | 1974 |
| 18 | Dead Puppies                                                       | Ogden Edsl                                | 2:12   | Bill Frenzer/Rich Thieman                | 1977 |

### Disco 2
| n° | Titolo                                                    | Artista/i                             | Durata | Autore/i                                                | Anno |
| -- | --------------------------------------------------------- | ------------------------------------- | ------ | ------------------------------------------------------- | ---- |
| 1  | Dancin' Fool                                              | Frank Zappa                           | 3:36   | Frank Zappa                                             | 1979 |
| 2  | Star Trekkin'                                             | The Firm                              | 3:47   | Grahame Lister/John O'Connor                            | 1987 |
| 3  | The Time Warp                                             | Il cast del Rocky Horror Picture Show | 3:19   | Richard O'Brien                                         | 1975 |
| 4  | The Masochism Tango                                       | Tom Lehrer                            | 2:56   | Tom Lehrer                                              | 1959 |
| 5  | The Homecoming Queen's Got a Gun                          | Julie Brown                           | 4:41   | Julie Brown/Charles Coffey/Ray Colcord/Terrence McNally | 1984 |
| 6  | The Ballad of Irving                                      | Frank Gallop                          | 3:27   | John Aylesworth/Frank Peppiatt/Williams                 | 1966 |
| 7  | The Battle of Kookamonga                                  | Homer & Jethro                        | 2:39   | Jimmie Driftwood/J.J. Reynolds                          | 1960 |
| 8  | King Tut                                                  | Steve Martin                          | 2:39   | Steve Martin                                            | 1978 |
| 9  | Der Fuehrer's Face                                        | Spike Jones and His City Slickers     | 2:12   | Oliver Wallace                                          | 1942 |
| 10 | Fish Heads                                                | Barnes & Barnes                       | 2:26   | Artie Barnes                                            | 1980 |
| 11 | Poisoning Pigeons in the Park                             | Tom Lehrer                            | 2:09   | Tom Lehrer                                              | 1959 |
| 12 | Sarah Cynthia Sylvia Stout Would Not Take the Garbage Out | Shel Silverstein                      | 2:47   | Shel Silverstein                                        | 1969 |
| 13 | The Croackroach That Ate Cincinnati                       | Rose & The Arrangement                | 2:11   | Drill                                                   | 1974 |
| 14 | Surfin' Board                                             | The Trashmen                          | 2:24   | Al Frazier/Robert Harris/Carl White/Brian Wilson        | 1963 |
| 15 | Pencil Neck Geek                                          | Freddie Blassie                       | 3:29   | Pete Cicero/Marguiles                                   | 1975 |
| 16 | Ti Kwan Leep/Boot to the Head                             | The Frantics                          | 6:08   | The Frantics                                            | 1987 |
| 17 | Existential Blues                                         | Tom "T-Bone" Stankus                  | 6:14   | Tom "T-Bone" Stankus                                    | 1979 |
| 18 | They're Coming to Take Me Away Ha Haa!                    | Napoleon XIV                          | 2:10   | Bonaparte                                               | 1966 |